# Jan Onacik
Jan Onacik (ur. 2 września 1921 w Sypnie, zm. 3 października 1988 w Białymstoku) – funkcjonariusz aparatu bezpieczeństwa PRL.

## Życiorys
Syn Bazyla i Anny. Pochodził z chłopskiej rodziny białoruskiej, miał wykształcenie niepełne średnie; należał do Komsomołu, następnie PPR i PZPR. Funkcjonariusz sowieckiej milicji w Bielsku Podlaskim i Grodzisku 1939–1941. Po ataku Niemiec na ZSRR ewakuował się na wschód, w Homlu wstąpił do Armii Czerwonej, żołnierz batalionu ochrony torów kolejowych w Mozyrzu. Od 13 października 1941 do 17 marca 1943 żołnierz Wojsk Specjalnego Przeznaczenia NKWD, a od 20 marca 1943 do 22 sierpnia 1944 członek dywersyjno-rozpoznawczej grupy desantowej NKGB „Dalnije” dowodzonej przez kpt. Nikołaja Chmielewcewa na Białostocczyźnie. 2 lutego 1944 we wsi Kuzawa wraz z łącznikiem został otoczony przez niemieckich żandarmów; zastrzelił wówczas oficera żandarmerii Müllera, jednak sam został ranny od wybuchu granatu. 
Od 12 czerwca 1945 do 1 lutego 1946 pełnił obowiązki naczelnika Wydziału do Walki z Bandytyzmem Wojewódzkiego Urzędu Bezpieczeństwa Publicznego w Białymstoku, od 1 lutego 1946 do 1 czerwca 1947 był naczelnikiem Wydziału V WUBP w Białymstoku, od 1 czerwca 1951 do 3 października 1954 – szefem WUBP w Opolu, od 25 września 1954 do 18 maja 1955 – szefem Wojewódzkiego Urzędu Bezpieczeństwa Publicznego we Wrocławiu, od 15 września 1956 do 1 stycznia 1957 – kierownikiem Wojewódzkiego Urzędu do spraw Bezpieczeństwa Publicznego w Bydgoszczy, od 1 stycznia 1957 do 15 stycznia 1958 – I zastępcą komendanta ds. bezpieczeństwa (SB). W latach 1955–1956 odbył kurs specjalny w Wyższej Szkole KGB w Moskwie. Zwolniony ze służby w MO 30 czerwca 1958.
W 1945 odznaczony Srebrnym Medalem Zasłużonym na Polu Chwały, a w 1946 Srebrnym Krzyżem Zasługi.

## Awanse
- podporucznik (1945)
- porucznik (1946)
- kapitan (1946)
- major (1949)
- podpułkownik (1954)[4]

## Publikacje
- Pod szczęśliwą gwiazdą : wspomnienia partyzanta, Warszawa, 1970.
- Przewodnik po miejscach walk i męczeństwa woj. białostockiego : lata wojny 1939-1945, Warszawa, 1970.